# Hugo Wislicenus
Hugo Adolf Wislicenus (ur. 29 grudnia 1836 w Kleineichstädt, zm. 8 sierpnia 1866 w Tödi) – niemiecki historyk literatury.
Urodził się 29 grudnia 1836 w Kleineichstädt pod Querfurtem w Turyngii, jako syn Gustava Adolfa Wislicenusa (1803-1875) i Emilie Charlotte Wilhelmine Ottilie z domu Giese (1803-1895). Jego bratem był Johannes Wislicenus. Studiował matematykę, potem germanistykę i literaturę na Uniwersytecie w Zurychu. Studia ukończył 30 października 1862 roku. Tytuł doktora otrzymał na podstawie dysertacji "Die Symbolik von Sonne und Tag in der germanischen Mythologie...". W 1864 habilitował się z języka staroniemieckiego. Zginął tragicznie 8 sierpnia 1866 podczas wspinaczki górskiej.

## Prace
- Die Symbolik von Sonne und Tag in der germanischen Mythologie mit Beziehung auf die allgemeine Mythologie (2. Ausg.) - Zürich, 1867
- Loki; Das Nibelungenlied; Das Dionysostheater in Athen: Drei hinterlassene Abhandlungen: Bevorwortet von Carl Bartsch und dem Hrsg. Gustav Adolf Wislicenus. Zürich : Schabelitz, 1867 link